# The Thompsons
The Thompsons, noto anche come The Hamiltons 2, è un film del 2012 diretto da Mitchell Altieri e Phil Flores.
Si tratta di un film horror di produzione statunitense, sequel del film The Hamiltons.

## Trama
In fuga dalla legge, la famiglia di vampiri degli Hamilton (ora conosciuta come Thompsons) si dirige verso l'Inghilterra, per trovare un antico clan di vampiri conosciuti come gli Stuart.
All'insaputa degli Hamilton, gli Stuart hanno dei secondi fini. Si nutrono infatti di sangue di altri vampiri per essere più forti, e si scopre che il sig. Stuart era innamorato della madre degli Hamilton. Per gelosia li vuole uccidere, ma lui e la sua famiglia sottovalutano i nostri che, dopo un iniziale susseguirsi di errori che li fanno apparire deboli, li uccidono tutti tranne la figlia umana, del quale Francis si è innamorato.
Alla fine, i fratelli si dividono di nuovo.